# Stazione di Sanuki

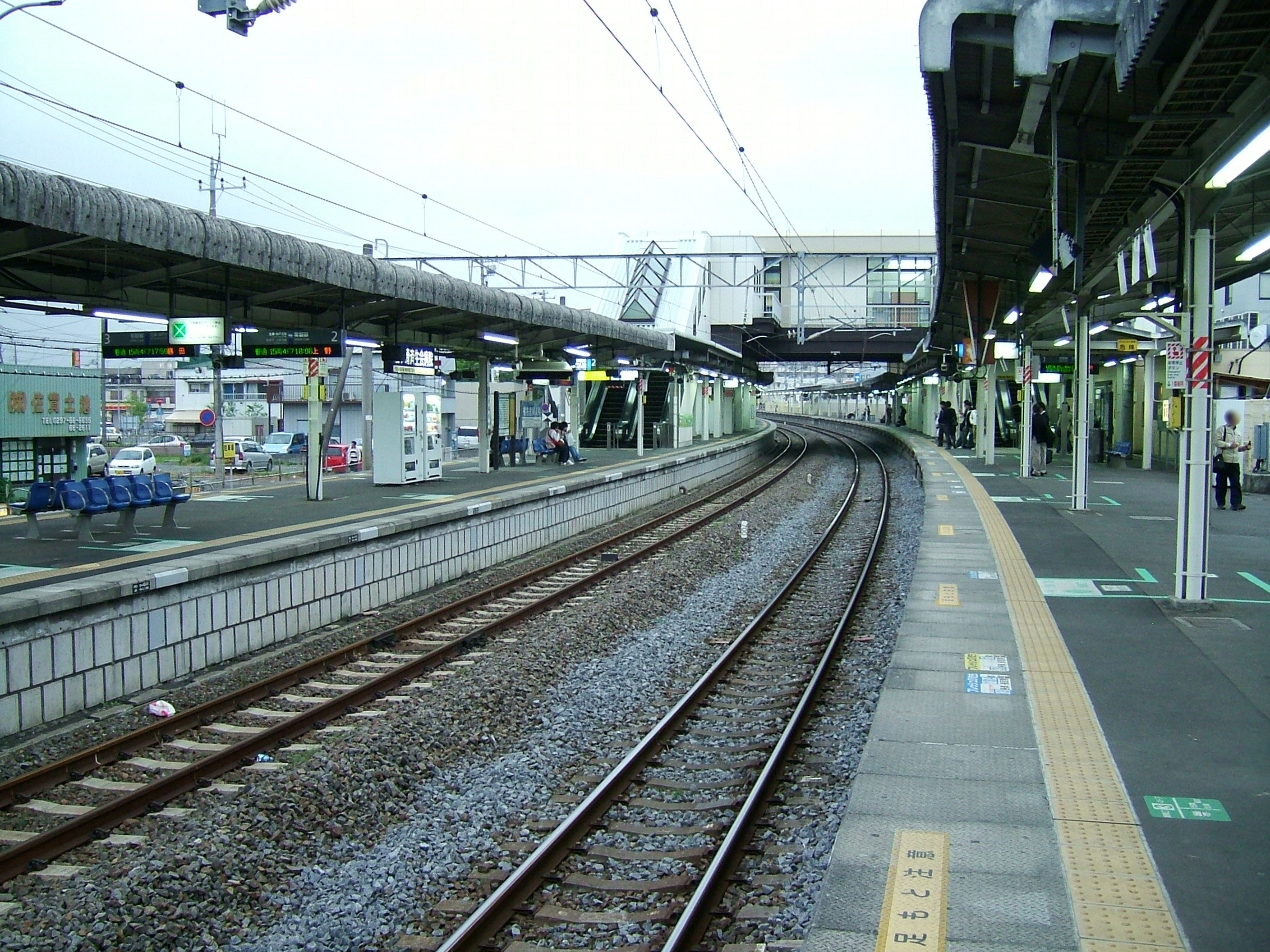
Vista dei binari

La stazione di Sanuki (佐貫駅?, Sanuki-eki) è una stazione ferroviaria di Ryūgasaki, città della prefettura di Ibaraki e servita dalla linea Jōban della JR East e capolinea della linea Ryūgasaki delle Ferrovie del Kantō.

## Linee
JR East
■ Linea Jōban
Ferrovie del Kantō
■ Linea Ryūgasaki

## Struttura

### Stazione JR East
La stazione è dotata di un marciapiede laterale e uno a isola con tre binari passanti in superficie. Il binario 2 è utilizzato in entrambe le direzioni di marcia. I marciapiedi sono accessibili da una passerella sopraelevata con ascensori, scale fisse e mobili.
| 1-2 | ■ Linea Jōban | per Abiko, Kashiwa, Matsudo e Ueno           |
| 2-3 | ■ Linea Jōban | per Tsuchiura, Ishioka, Tomobe, Mito e Iwaki |

### Stazione linea Ryūgasaki
La linea Ryūgasaki termina qui, ed è pertanto presente un binario tronco per i treni in arrivo e partenza. L'accesso è consentito attraverso un varco presenziato, e non è possibile accedere direttamente ai binari JR.
| - | ■ Linea Ryūgasaki | per Ireji e Ryūgasaki |

## Stazioni adiacenti
| «               | Servizio    | »           |
| Linea Jōban     | Linea Jōban | Linea Jōban |
| --------------- | ----------- | ----------- |
| Fujishiro       | Locale      | Ushiku      |
| Linea Ryūgasaki |             |             |
| Capolinea       | Locale      | Ireji       |